# Anni C. Salander
Anni C. Salander (* 27. Juli 1990 in Solingen) ist eine deutsche Schauspielerin, Hörspielsprecherin und Synchronsprecherin.
Salander absolvierte eine Ausbildung am Schauspielzentrum Köln.

## Filmographie
- 2015: Herzensbrecher – Vater von vier Söhnen
- 2015: Tatort: Erkläre Chimäre
- 2016: Der Lehrer
- 2016: Club der roten Bänder
- 2017: Wilsberg: Der Betreuer
- 2017: Lindenstraße
- 2017: Rotthausen 1945
- 2017: Heldt
- 2017: Y
- 2018: Tatort: Déjà-vu
- 2018: Klassentreffen 1.0
- 2019: Ohne Schnitzel geht es nicht
- 2021: Notruf Hafenkante

## Synchronisation
- seit 2015: Miraculous – Geschichten von Ladybug und Cat Noir
- 2016: Wasteland – Verlorenes Land
- 2017: Love & Lies
- 2018: Sierra Burgess Is a Loser
- 2018: Ninjago für Caleb Skeris als Wu (Baby)
- 2018–2022: Grown-ish
- 2019: Team Kaylie
- 2019: The Act
- 2019: Neon Genesis Evangelion (2. Synchro) – Junko Iwao als Hikari Horaki
- 2019: The Society
- 2019: Star Wars Resistance als Eila
- 2019–2020: Saint Seiya: Die Krieger des Zodiac
- seit 2019: Kommissar Wisting
- 2019–2024: Good Trouble
- 2020: The School Nurse Files
- 2020: Locke & Key
- 2020: Das Letzte, was er wollte
- 2020: My Holo Love
- 2020: Liebe in Zeiten von Corona
- 2020: I Am Not Okay With This
- 2020: Killing Eve
- 2021: Ratchet & Clank: Rift Apart (Videospiel) als Kit
- 2022/24: Lonely Castle in the Mirror als Kokoro
- 2023: Navy CIS für Clare Gillies
- 2023: Shangri-La Frontier als Rei Saiga/Saiga-0